# Луций Касий Хемина
Луций Касий Хемина (на латински: Lucius Cassius Hemina; * 200 пр.н.е., Рим; † ок. 140 пр.н.е.) e римски историк и писател през четвъртите Секуларски игри (quarti ludi saeculares) или Терентински игри, които са през 146 пр.н.е.
Неговото произведение Annales се състои от седем или девет книги и е за периода на римската история до 146 пр.н.е. От произведенията му са запазени само фрагменти при Плиний Стари и граматици.
Хемина е в кръга на Луций Калпурний Пизон Фруги, Квинт Фабий Пиктор и други.